# Nuoto ai XVI Giochi del Mediterraneo - 100 metri farfalla maschili

## Record
Prima di questa competizione, il record del mondo (WR) e il record dei Giochi del Mediterraneo (GR) erano i seguenti:
|    | 50"40 | Ian Crocker Stati Uniti | 30 luglio 2005 Montréal, Canada  |
| GR | 53"66 | Frank Esposito Francia  | 3 settembre 2001 Tunisi, Tunisia |

Durante l'evento sono stati migliorati i seguenti record:
| Data      | Evento      | Atleta                 | Nazione | Tempo | Record |
| --------- | ----------- | ---------------------- | ------- | ----- | ------ |
| 28 giugno | 1ª batteria | Alex Villaecija Garcia | Spagna  | 53"08 | GR     |
| 28 giugno | 2ª batteria | Clément Lefert         | Francia | 52"05 | GR     |
| 28 giugno | Finale      | Ivan Lenđer            | Serbia  | 51"79 | GR     |

## Batterie
Domenica 28 giugno, ore 11:20 CEST.
Si sono svolte 3 batterie di qualificazione. I primi 8 atleti si sono qualificati direttamente per la finale.
| #  | Batteria | Corsia | Atleta                    | Nazionalità          | Tempo   | Note  |
| -- | -------- | ------ | ------------------------- | -------------------- | ------- | ----- |
| 1  | 2        | 4      | Clément Lefert            | Francia              | 52"05   | Q, GR |
| 2  | 3        | 6      | Dominik Straga            | Croazia              | 52"28   | Q     |
| 3  | 3        | 3      | Ivan Lenđer               | Serbia               | 52"29   | Q     |
| 4  | 3        | 4      | Peter Mankoč              | Slovenia             | 52"87   | Q     |
| 5  | 1        | 4      | Alex Villaecija Garcia    | Spagna               | 53"08   | Q, GR |
| 6  | 1        | 3      | Stefanos Dimitriadis      | Grecia               | 53"20   | Q     |
| 7  | 3        | 5      | Mario Todorovic           | Croazia              | 53"39   | Q     |
| 8  | 1        | 5      | Mattia Nalesso            | Italia               | 53"42   | Q     |
| 9  | 1        | 6      | Romanos-iasonas Alyfantis | Grecia               | 53"50   |       |
| 10 | 2        | 3      | Lorenzo Benatti           | Italia               | 54"30   |       |
| 11 | 2        | 5      | Romain Sassot             | Francia              | 54"41   |       |
| 12 | 3        | 2      | Alexandre Bakhtiarov      | Cipro                | 54"96   |       |
| 13 | 2        | 6      | Onur Uras                 | Turchia              | 55"08   |       |
| 14 | 1        | 8      | Thomas Vilaceca           | Francia              | 55"33   |       |
| 15 | 1        | 2      | Camille Lacourt           | Francia              | 55"43   |       |
| 16 | 2        | 2      | Goksu Bicer               | Turchia              | 55"60   |       |
| 17 | 3        | 1      | Endi Babi                 | Albania              | 56"68   |       |
| 18 | 2        | 7      | Ensar Hajder              | Bosnia ed Erzegovina | 57"96   |       |
| 19 | 1        | 7      | Pietro Paolo Camilloni    | San Marino           | 58"22   |       |
| 20 | 1        | 1      | Hocine Haciane            | Andorra              | 58"67   |       |
| 21 | 3        | 8      | Eros Qama                 | Albania              | 59"38   |       |
| 22 | 3        | 7      | Georges Fatoul            | Libano               | 1'00"98 |       |
| 23 | 2        | 1      | Sofyan El Gadi            | Libia                | 1'03"05 |       |

## Finale
Domenica 28 giugno, ore 18:25 CEST.
| Posizione | Corsia | Atleta                    | Paese    | Tempo | Note |
| --------- | ------ | ------------------------- | -------- | ----- | ---- |
|           | 5      | Ivan Lenđer               | Serbia   | 51"79 | GR   |
|           | 4      | Clément Lefert            | Francia  | 51"93 |      |
|           | 3      | Peter Mankoč              | Slovenia | 52"06 |      |
| 4         | 7      | Mario Todorovic           | Croazia  | 52"41 |      |
| 5         | 1      | Mattia Nalesso            | Italia   | 53"03 |      |
| 6         | 2      | Stefanos Dimitriadis      | Grecia   | 53"11 |      |
| 7         | 6      | Alex Villaecija Garcia    | Spagna   | 53"16 |      |
| 8         | 8      | Romanos-iasonas Alyfantis | Grecia   | 53"70 |      |